# 宇宙の形
宇宙の形（うちゅうのかたち、英: shape of Universe）は、宇宙の幾何学を記述する宇宙物理学のテーマの一つのくだけた呼び名である。宇宙の幾何学は局所幾何と大域幾何の両方からなる。宇宙の形は、おおざっぱには曲率と位相幾何学により分けられ、厳密にはその両方の範疇をはみ出ている。より形式には、このテーマは、どの3-多様体が、4次元の時空の共動座標の空間区分に対応するのかを調べることにある。

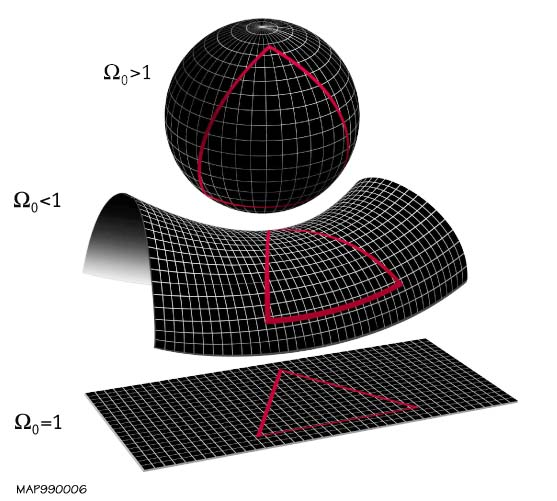
科学データから検出された宇宙の構造

時空の形、宇宙の曲率、時空の曲率とも呼ばれる。

## 導入
宇宙の形の考え方は、2つに分けられる。1つは、宇宙のどこでも、とりわけ観測可能な宇宙の曲率に関連した局所幾何（英: local geometry）であり、もう1つは、「観測可能とは限らない」宇宙全体の位相幾何学に関連した大域幾何（英: global geometry）である。
宇宙研究者は、通常、共動座標系と呼ばれる、時空の空間的スライスを扱う。観測の点からは、観測可能な時空の区分とは、後方の光円錐（任意の観測者に届く時空を示す宇宙光の地平面の内側）である。距離測度の項を参照されたい。関連する用語であるハッブル体積は、過去の光円錐か、最後に散乱した表面に一致する共動空間を示すために利用される。特殊相対性理論の観点からは、同時性の課題のため、「（ある時点の）宇宙の形」という考え方は認識が甘い。同時性の課題からは、「異なる場所で、同時に」という表現は許容されないため、「さまざまな場所の、ある時点における」宇宙の形という表現も許容されない。
もし観測可能な宇宙が、宇宙全体より小さいなら、観測者は観測により宇宙全体の構造を決定することは、かなわない。観測可能な宇宙は小さなパッチにすぎない。また、もし観測可能な宇宙が宇宙全体であるなら、観測者は観測により宇宙全体の構造を決定できる。さらに、もし宇宙が（シリンダーのように）ある次元では小さく、またある次元ではそうではない、つまり小さな閉じたループであるなら、観測者は宇宙に多面的な像を見るだろう。

## 空間の曲率に依拠した局所幾何の宇宙模型
局所幾何は、（十分に大きな尺度である）観測可能な宇宙における、任意の点の曲率である。超新星や宇宙マイクロ波背景放射といった、多くの天文学的観測は、観測可能な宇宙は、ほぼ一様・等方であり、また加速膨張していることを示している。

### 宇宙の FLRW 模型
一般相対性理論では、局所幾何は、フリードマン・ルメートル・ロバートソン・ウォーカー計量により表される。この模型はフリードマン方程式により表され、流体力学に基づいた—すなわち宇宙を完全流体として解釈した—宇宙の曲率（しばしば「幾何」とも）をもたらす。恒星や質量の構造の推定には「ほぼFLRW」な模型が利用されるが、観測可能な宇宙の局所幾何の推定には、厳密なFLRW模型が利用される。
言い換えると、すべてのダークエネルギーが無視されるなら、またすべての物質は（銀河のような「濃いめ」の物質によりゆがめられているのではなく）均一に分布している仮定すると、宇宙の曲率は、宇宙に存在する物質の平均密度を評価することにより決定される。
この仮定は、以下のような観測により支持されている。宇宙の不均質性（異質性とも）と異方性は弱く、おおむね均質的・等方的である。
均質・等方な宇宙は、曲率定数のある空間幾何を可能にする。一般相対性理論とFLRW模型からは、局所幾何における密度変数オメガ (Ω) は、空間の曲率に関係しているということが、示唆される。オメガは、宇宙を臨界エネルギー密度で除した宇宙の平均密度である。すなわちΩが1であれば、宇宙は平坦（曲率0）である。
空間の曲率は、空間座標においてピタゴラスの定理が有効であるか否かの、数学的に表す。以下の例では、局所的な長さの関連を表すために、ピタゴラスの定理の代わりとなる式が必要である。
- 曲率0 (Ω=1) ピタゴラスの定理は有効
- Ω>1 曲率は正
- Ω <1 曲率は負

Ω=1以外では、ピタゴラスの定理は有効ではない。しかし差異が検出されるのは、三角形の一辺の長さが1026メートル程度の尺の場合のみである。
もし小さな円の外周と直径を測り、円周を直径で除するなら、3つの幾何ではすべて、πが得られる。しかし直径が大きくなると、Ω=1以外の空間では、この商はπから離れる。
- Ω>1 商はπより小さくなる。実際、球の上で得られる最も大きな円では、円周は直径の2倍となる。
- Ω<1 商はπより大きくなる。

超新星事象を利用した宇宙と時空の物質-エネルギー密度の天文学的測定は、空間の曲率は0に近いことを示唆している。これは、時空の局所幾何は時空の間隔に基づいた相対性原理により導かれるが、近似的に有名なユークリッド幾何学による3空間から導くこともできる、ということを意味している。

### 12面体構造模型
ジャン・ピエール・ルミネは宇宙背景放射のデータから曲がった正五角形による12面体構造をしていると主張している。